# 公主的诱惑
《公主的诱惑》（英語：Pricess Show），是一部由钟澍佳监制的電影。

## 电影名片
导演：肖黄英
监制：钟澍佳
制作人：邱子泽，冯凯帅
出品人：冯凯帅
上映日期：2013年10月25日(2011年在CCTV6曾上映)
国家/地区：中国 
影片类型：青春 喜剧 爱情
片长：98分钟
对白语言：国语，粤语

## 演员表
领衔主演
邓丽欣，田亮，谢君豪，赵柯，苏永康，黄又南，徐杉，叶静，宋汶霏，孙熙
主演
唐小然，张婷婷，蔡俊涛，马兆壮，曹思方
特别演出
赵荣，魏骏杰, 赵会南

## 电影角色
- 邓丽欣 饰演 韩秀丽
- 田亮 饰演 王小飞
- 谢君豪 饰演 豪哥
- 赵柯 饰演 木可儿
- 苏永康 饰演 秋哥
- 黄又南 饰演 阿杜
- 徐杉 饰演 若兰
- 叶静 饰演 唐亦
- 宋汶霏 饰演 晓枫
- 赵荣 饰演 白芸
- 魏骏杰 饰演 整容医生
- 赵会南 饰演 小飞朋友
- 夏凡 饰演 主持人
- 孙熙 饰演 熙熙
- 蔡俊涛 饰演 小宝
- 唐小然 饰演 湘湘
- 张婷婷 饰演 婷婷
- 马兆壮 饰演 小胖
- 王婉晨 饰演 猫儿晨晨
- 王娇饰 饰演 猫儿娇娇
- 曹思方 饰演 厨房小弟
- 张丰豪 饰演 厨房小弟
- 颜北饰 饰演 东北大汉
- 马泽饰 饰演 东北大汉
- 季敬东 饰演 东北大汉
- 聂欢 饰演 粉丝头
- 孙布尔 饰演 群演头
- 刘凯旋 饰演 刘总
- 陈勇 饰演 刘总马仔
- 殷宝莹 饰演 空姐领班
- 陈润熙 饰演 空姐
- 徐向民 饰演 急诊医生
- 焦旭京 饰演 急诊护士
- 迟筱渲 饰演 整容护士
- 杨立里 饰演 杨三车娜姆
- 陈亮饰 饰演 高九驾
- 王鹏饰 饰演 包小黑
- 李桦饰 饰演 木可儿父亲
- 武盈莉 饰演 木可儿母亲
- 孙丽欣 饰演 晓枫母亲

## 出品公司
上海凯羿影视传播有限公司、北京海润影业有限公司、福建恒业电影发行有限公司、福建西岸传媒发展有限公司

## 发行公司
上海凯羿影视传播有限公司